# Ibon Gutiérrez Fernández
Ibon Gutiérrez Fernández   (Bilbao, 10 de juliol de 1984) és un exfutbolista basc, que ocupava la posició de migcampista.

## Trajectòria
Format al planter de l'Athletic Club, debuta amb el primer equip a la campanya 05/06, en la qual disputa sis partits a la màxima categoria. En aquesta mateixa temporada va ser cedit al CD Numancia, després de l'arribada a la banqueta de Javier Clemente que va descartar el jugador.
El 2006 marxa al CE Castelló de Segona Divisió. Al quadre de la Plana hi qualla dues temporades discretes, semblants a la que realitzarà la temporada 08/09 a les files de l'Albacete Balompié. L'estiu del 2009 recala a l'Alacant CF, de la Segona Divisió B. Allí, va passar dues temporades sense consagrar-se com a titular (42 partits). L'any 2008 va fitxar per l'Albacete, on va disputar 21 partits. El 2009 va fitxar per l'Alacant de Segona B, categoria en què continuaria jugant fins al 2017 en clubs com el Deportivo Alavés o el Sestao River. Els seus millors anys els va viure a al Unió Esportiva Sant Andreu, on va ser titular indiscutible jugant 74 partits entre el 2013 i 2015.
A l'octubre de 2017 va fitxar pel Sodupe de Tercera Divisió. De cara a la campanya 2018-19 es va incorporar a la Sociedad Deportiva San Pedro, equip acabat d'ascendir a Tercera Divisió.